# Circus (Oper)
Circus ist ein Bühnenwerk des deutschen Komponisten Jury Everhartz und der österreichischen Librettistin Kristine Tornquist aus dem Jahr 2006 in Zusammenarbeit mit dem sirene Operntheater Wien.
Das fünfte abendfüllende Musiktheaterwerk des Künstlerpaares spielt in einem Zirkus im Nirgendwo, in dem sich Tiere wie Menschen und Menschen wie Tiere benehmen, wie in jedem Zirkus. Hier gibt es Elefanten, die sich wie Menschen zu Tisch setzten, bekleidete Affen, rechnende Pferde und aufrecht spazierende Hunde – dem gegenüber stehen Menschen mit tierischen Eigenschaften oder Fähigkeiten wie der Schlangenmensch, die behaarte Dame oder die wie Affen kletternden Artisten.

## Handlung
In seinem engen Käfig träumt der Zirkuselefant vor der Vorstellung von Afrika. Der Zirkusdirektor ruft seine Artisten ein, denn die Vorstellung soll bald beginnen, das Publikum ist schon da und alles scheint ganz friedlich im kleinen Zirkus. Doch Rodolfo, der Gast-Dompteur und auch Bär, hat die Kasse des Zirkusdirektors gestohlen und will damit noch vor der Vorstellung verschwinden. Er wird aber von der bärtigen Dame und Äffin Olga, die ihn dabei beobachtet hat, erpresst. Denn sie will Lucie loswerden, mit der sie einerseits in ständigem Streit steckt und die ihr andererseits beim Clown Bruno im Weg steht. So verlangt Olga für ihr Schweigen, dass Rodolfo auf seiner Flucht Lucie, die Hochseilartistin und Tigerin, mitnimmt. Rodolfo wickelt Lucie mit seinen Versprechungen und Liebeslügen auch leicht um den Finger, denn sie ist ehrgeizig und Rudolfo scheint eine bessere Partie als Bruno. Inzwischen beginnt die Vorstellung, der Zirkusdirektor kündigt die Sensationen an und bittet als erstes die Hochseilartistin in die Manege. Bruno hat aber Lucie und Rudolfo beim Pläneschmieden belauscht und schwankt zwischen Verzweiflung und Hass, er will Rodolfo attackieren. Doch in Rodolfos Garderobe, in die er eindringt, findet er nicht seinen Gegner, sondern die gestohlene Kasse. Er nimmt sie mit, um sie dem Zirkusdirektor zurückzubringen und Rodolfo dabei anzuschwärzen, wird aber auf dem Weg dorthin von Lucie für den Dieb gehalten. Lucie trennt sich höhnisch von Bruno und nimmt ihm mit großer Verachtung die Kasse ab. Sie bringt die Kasse jedoch nicht gleich zum Zirkusdirektor. In der Manege wird unterdessen der Tanz der bärtigen Dame mit dem Bären gezeigt. Die Tigerin hinter den Gittern erinnert sich kaum noch an Sibirien.
Pause.
Der Bär, im Zirkus der einzige seiner Art, sehnt sich nach Bären. Als Lucie Rudolfo in dessen Garderobe besucht, hat der bereits das Verschwinden der Kasse entdeckt und sagt die gemeinsame Reise ab. Da zeigt ihm Lucie ihren erbeuteten Schatz und antwortet auf Rodolfos misstrauische Fragen ausweichend, Bruno hätte ihr das Geld geschenkt. Der Zirkusdirektor kündigt mit großem Stolz den Dompteur Rodolfo und die indische Tigerin an. Olga wird bei ihrem Annäherungsversuch vom verzweifelten Bruno zurückgewiesen, allerdings so, dass sie sich Hoffnungen macht. Nun öffnet sich der Vorhang für den traurigen Clown und seinen Affen. Nach seinem Auftritt hat Bruno aber mehr denn je Rache an Rodolfo im Sinn und attackiert ihn. Rodolfo rettet sich mit der Behauptung, Olga hätte ihm Geld gegeben, dass er mit Lucie abreise, und dass er in Wahrheit gar keine Absichten auf Lucie hätte. Brunos Zorn richtet sich nun gegen Olga und er will schon auf sie, die Äffin, losgehen, während Rodolfo, der Bär, Lucie gewaltsam das Geld abnehmen und ihr seine wahren Gründe offenbaren will. An diesem Punkt greift der Zirkusdirektor mit seiner Magier-Nummer ein und zaubert die Protagonisten aus der ausweglose Situation, in die sie sich gebracht haben, in ihre Käfige zurück. Zurück im Käfig beklagt der Affe das Missverständnis zwischen Affen und Menschen, die sich gegenseitig nicht erkennen.

## Hintergrund
Im Libretto von Kristine Tornquist führen alle Protagonisten ein Doppelleben – nicht nur im übertragenen Sinn des Wortes. Die Zirkusluft bewährt sich dafür hervorragend: der Zirkus ist der Ort, an dem sich Tiere wie Menschen und Menschen wie Tiere benehmen. Die Unschärfe ist die Attraktion. Hier gab es Elefanten, die sich wie Menschen zu Tisch setzten konnten, bekleidete Affen, rechnende Pferde und aufrecht spazierende Hunde. Dem gegenüber standen Menschen mit tierischen Eigenschaften: der Schlangenmensch, die Affenfrau, als Tiere verkleidete oder wie Tiere bewegende Menschen.
Steckt, mit Nietzsche gesprochen, dahinter der doppelte Wunsch der „Zähmung der Bestie Mensch und der Züchtung einer bestimmten Gattung Mensch“ in der Manege der Moral, so bleibt abgesehen von allem pädagogischen Fortschrittsoptimismus auch die Ahnung einer allgemein menschlichen Schizophrenie.
Die Oper Circus greift das auf. Noch über den schönen Schein hinaus (gerade im Zirkus auch immer Selbstrepräsentation der Kunst) entwickelt sich eine recht verwickelte Geschichte aus Kriminalfall und Leidenschaft. Alle Charaktere treten janusköpfig auf. So ist die unberechenbare Tigerin auch die ehrgeizige Artistin, der raffinierte Affe eine defizitäre bärtige Dame, der verliebte Clown auch der unversöhnliche Elefant und der gierige Dompteur ein phlegmatischer Bär.
Die moralischen Qualitäten lassen sich jedenfalls nicht auf dem allereinfachsten Weg orten: im Tier liegt zwar die dunkle Seite, die das Sozialgefüge von dem Moment an, an dem die Unterschiedlichkeit einzelner Interessenslagen aufzufallen beginnt, zum Einsturz bringt, doch zugleich auch die Seele. Auf der anderen Seite der sprechenden, handelnden Artisten findet sich Selbstbeherrschung gleichermaßen wie Berechnung, die animalischen Seiten zum eigenen Vorteil zu nützen.
Gewissermaßen ist das ein Versuch mit dem Generalthema Parsons und Luhmanns, der „doppelten Kontingenz“: indem das „ego“ sich in Bezug auf sein „alter“ hin entwirft, entstehen die Grundbedingungen sozialen Handelns: das, was aktuell (d. h. nicht unmöglich) ist, ist auch anders möglich (d. h. nicht notwendig). Immer könnte der eine auch der andere sein, er wird es sogar, wenn er im anderen mit dem eigenen Ich zu tun hat. Mindestens hat ein Ich, um überhaupt sozial sein zu können, zwei Seiten.
Die hier daraus entstehende Geschichte verknüpft die Protagonisten in zunehmende Verwirrung ihrer Egoismen und Intrigen. Das Zusammentreffen der Tag- und Nachtseiten schillernd oszillierender Figuren lässt die Möglichkeit entstehen, einander widerstrebende oder unbewusste Motive darzustellen. Das Tier stellvertritt missverstande Leidenschaft, zeigt einen Ausweg des Triebes aus der Zivilisation des Triebverzichts und bleibt doch auch sein eigener Gegenspieler. So wird dem Unmöglichen schließlich seine Notwendigkeit genommen und die Katastrophe ist nicht aufzuhalten.

## Musik

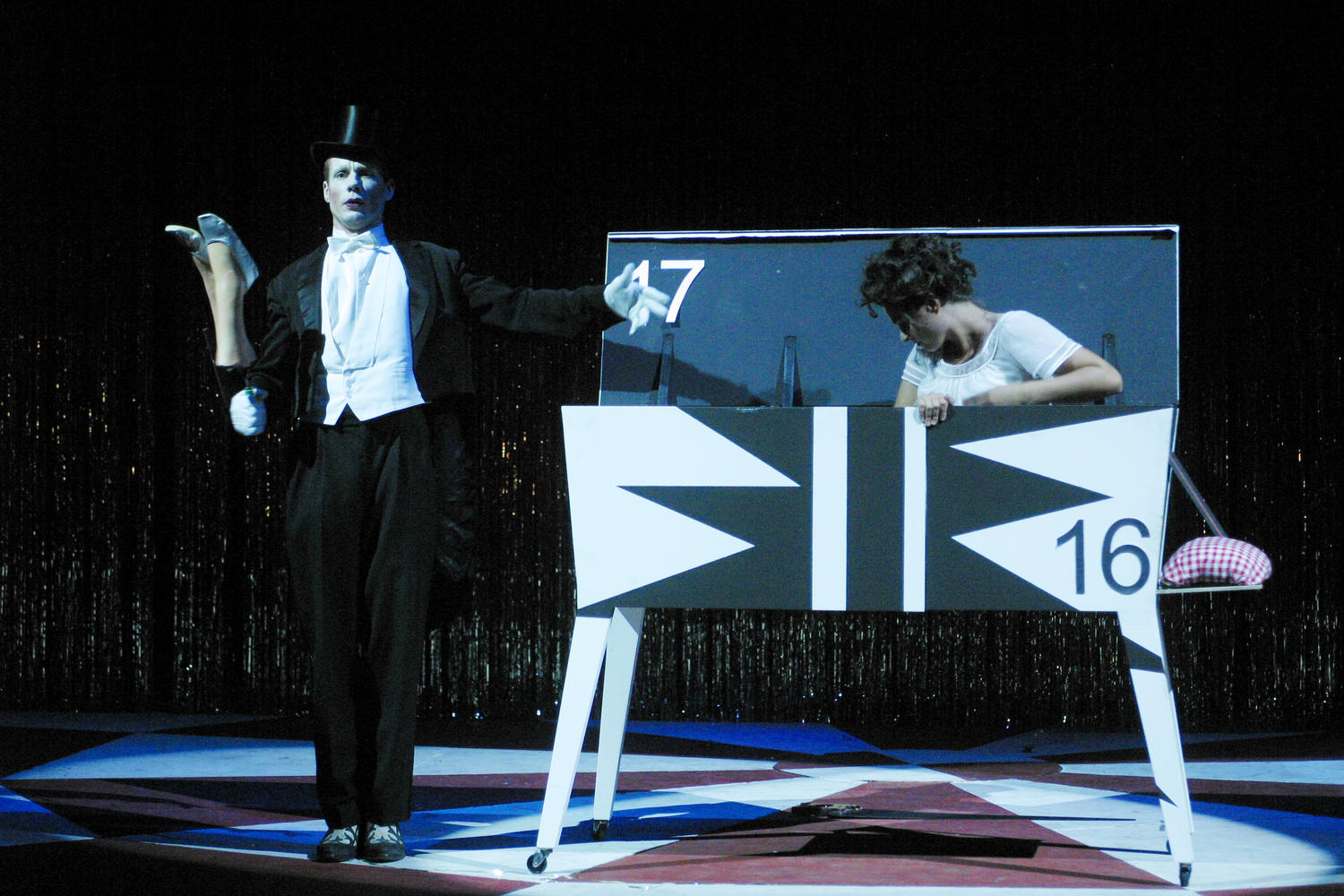
Uraufführung durch das sirene Operntheater 2006

Die trotz aller Verwirrung einfach zu verfolgende Kriminalgeschichte ermöglicht eine sehr konzertante Gestaltung der Oper. Erklärte Vorbilder des Komponisten Jury Everhartz sind die Klassiker der Zirkusmusik – von Julius Fučíks Einzug der Gladiatoren über Igor Strawinskys Circus Polka bis zu Mauricio Kagels Der Tribun.
Besetzt ist das Stück mit einer fast echten Zirkus-Kapelle, etwas Streicher, Holz, kräftiges Blech und Schlagwerk.
Die Linien der Stimmen folgen verschiedenen Gesetzmäßigkeiten („Tag- und Nachtseite“): während die handlungstragenden Artisten sich vor allem in schnellen Parlando-Duellen begegnen, sind die Solo-Arien der Tiere melosorientierter. Darüber hinaus ist jede Figur mit einem prägnanten Thema charakterisiert, sodass ein musikalischer Zusammenhang über die Grenzen der Verwandlung hinaus gewahrt bleibt. Bemerkenswert ist der Gesang in einer traditionell rein instrumentalen Musik. „Die immer wieder verblüffende, schnell ihren Duktus wechselnde Zirkus-Musik trudelt einem immer heilloseren Ende entgegen, überstürzt sich immer mehr, bis sie sich gewissermaßen selbst überholt – im Moment der Katastrophe.“ (Jury Everhartz)

## Zirkus

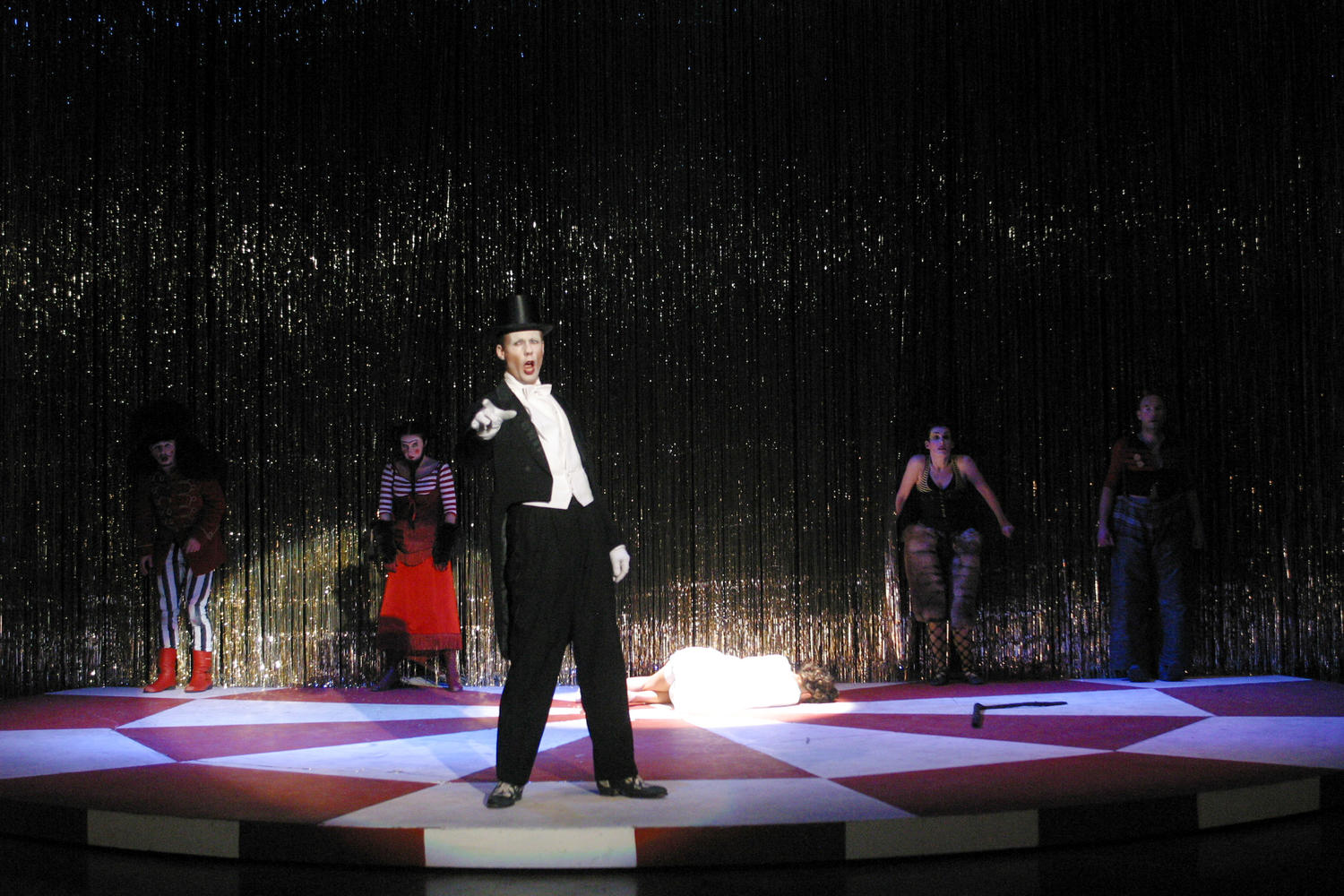
Uraufführung durch das sirene Operntheater 2006

Cirkus bezeichnete ursprünglich die Pferde- oder Wagenrennbahnen. Den ersten Zirkus im heutigen Sinne, der allerdings damals diesen Namen noch nicht trug, gründete 1768 ein Offizier der englischen Kavallerie, Philip Astleyby. Bis 1770 gestaltete er das Programm mit Vorführungen zu Pferde. Dann traten auch Jongleure, Akrobaten, Clowns, Musiker und Seiltänzer auf. Auf die Idee, das Amphitheater Zirkus zu nennen, kam Charles Hughes 1782. Astleyby entwickelte 1803 in London ein festes Theatergebäude. Ernst Jacob Renz errichtete Zirkusbauten in Breslau, Berlin, Bremen und Hamburg. 1887 eröffnete Carl Hagenbeck seinen ersten Zirkus und machte mit seiner „zahmen Dressur“ der Raubtiere von sich reden. In Wien gab es im Hetztheater (1755–1796 in der Wiener Vorstadt Weissgerber) zwischen den Tierhatzen immer auch artistische Vorführungen, erste feste Theatergebäude wurden 1808 für den Kunstreiter Christoph de Bach auf der heute noch so genannten Zirkuswiese errichtet – ein hölzerner Rundbau mit 13 Logen und 3 Galerien mit einer großen Glaskuppel, die Vorstellungen im Tageslicht möglich machten. Ein Theaterbau wurde 1853 für den Zirkus Renz in der heutigen Zirkusgasse errichtet und hatte bereits 3559 Sitzplätze! 1888 galt unter den vielen Zirkusvarietés, die es im Wien der Belle Époque gab, das Ronacher als das Zentrum der Sensationen. Erst in den Zwanziger Jahren kamen Zirkuszelte und Trapeze in Mode. Heute, nachdem der Zirkus als Volksunterhaltung längst von anderen Formaten abgelöst ist und nur noch nostalgischen Wert hat, gewinnen die Versatzstücke der Zirkus-Ästhetik gerade auch durch ihre Verwandtschaft mit den neuen Formen der Unterhaltung (etwa in TV-Talkshows, Reality-Shows, JackAss, Universum-Serien, aber auch Peepshows) eine andere Bedeutung.

## Gliederung

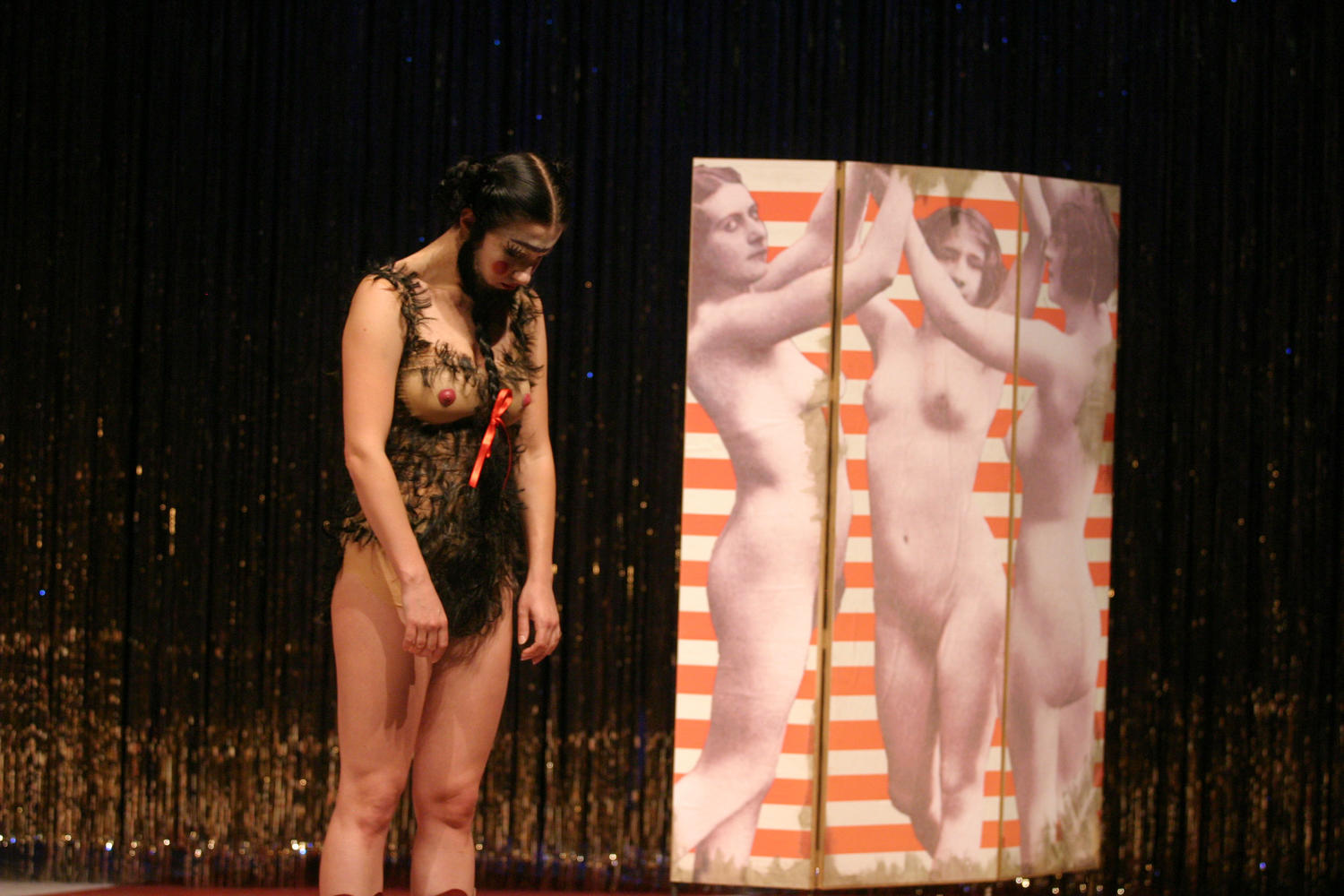
Uraufführung durch das sirene Operntheater 2006

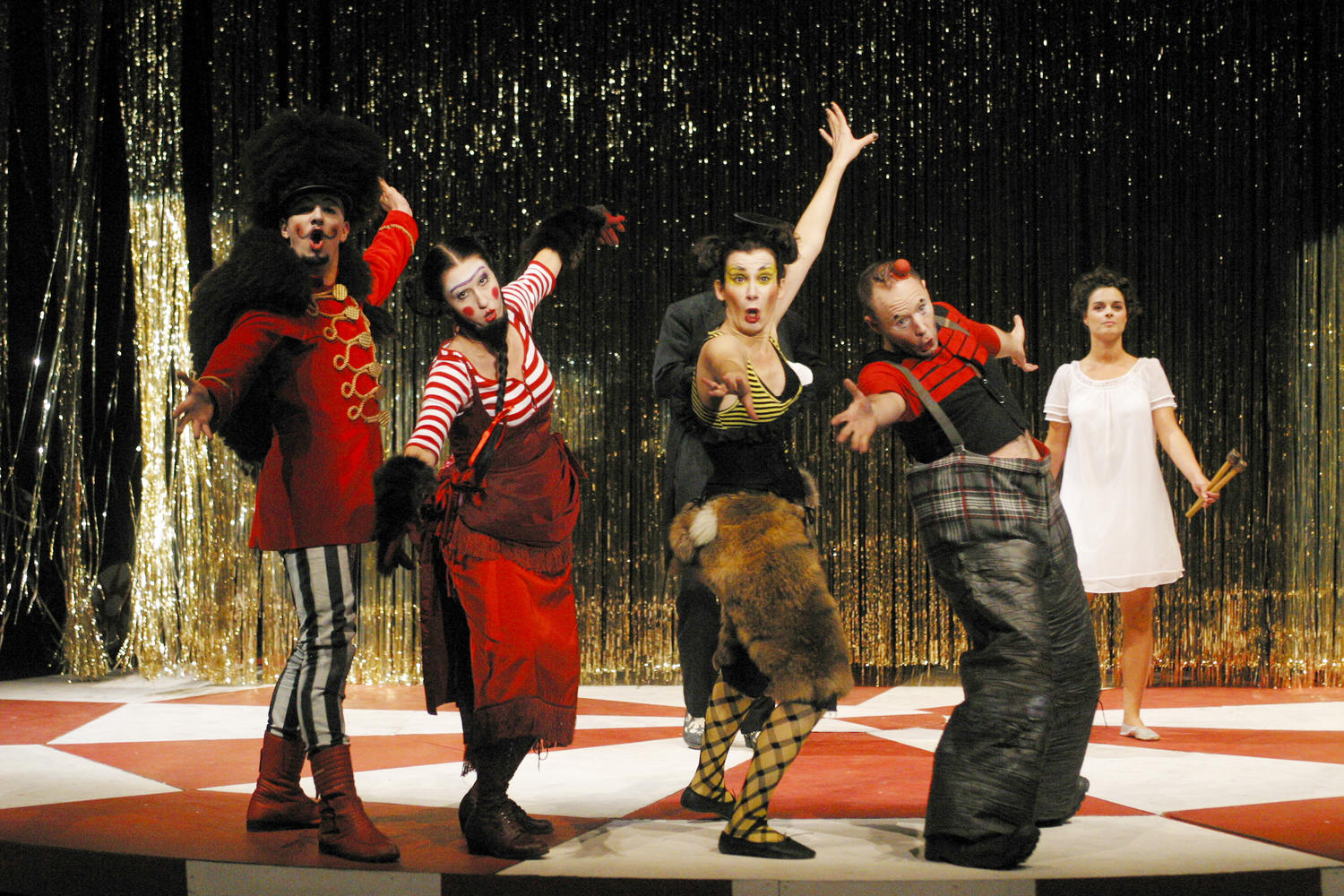
Uraufführung durch das sirene Operntheater 2006

Erster Akt
- 0. Ouvertüre
- 1. Die Tigerin
- 2. Vorwärts!
- 3. Olga und Rodolfo
- 4. Die Parade
- 5. Rodolfo und Lucie
- 6. Die Dressur
- 7. Lucie und Bruno
- 8. Striptease der bärtigen Dame
- 9. Der Bär

Zweiter Akt
- 10. Der Elefant
- 11. Rodolfo und Lucie
- 12. Der Clown
- 13. Olga und Bruno
- 14. Seiltanz
- 15. Jeder gegen jeden
- 16. Der Circusdirektor
- 17. Der grosse Zauber
- 18. Lied des Affen

## Werkgeschichte
Der Uraufführung fand am 6. September 2006 im Jugendstiltheater in Wien statt.
In einer Koproduktion des sirene Operntheaters mit dem Jugendstiltheater folgten dort weitere fünf Vorstellungen in der Uraufführungsreihe. Die musikalische Leitung übernahm Anna Sushon, Regie führte Kristine Tornquist.
2009 wurde diese Produktion zur Musik-Biennale nach Zagreb (Kroatien) eingeladen.
Teile der sehr erfolgreichen Oper wurden wiederholt gespielt, besonders der Striptease der bärtigen Dame.